# Vườn quốc gia Sir James Mitchell
Vườn quốc gia Sir James Mitchell là một vườn quốc gia ở Tây Úc, Úc.